# Kubánská revoluce 1933
Kubánská revoluce 1933 (španělsky Revolución cubana de 1933), také známá jako vzpoura seržantů, se odehrála v září 1933. Revoluce začala vzpourou seržantů, ke kterým se brzy přidali dlouhodobě protestující studenti. V září 1933 došlo k vojenskému státnímu převratu, během kterého byl sesazen prezident Carlos Manuel de Céspedes y Quesada a zahájena vláda výboru složeného z pěti občanských osobností. Nicméně ten vládl jen pět dnů, než byl prezidentem jmenován Ramón Grau. Seržant Fulgencio Batista se stal velitelem ozbrojených sil a v budoucnu měl zásadní vliv na politický život na Kubě.

## Pozadí
V roce 1924 byl prezidentem Kuby zvolen Gerardo Machado, kandidát Liberální strany. Postupně reformoval zemi a podporoval její rozvoj. Nicméně v průběhu let výkonu svého mandátu začal inklinovat k diktátorským praktikám. Ve volbách roku 1928 kandidoval jako jediný kandidát, protože na opozici uplatnil represe. Poté se proti němu ustavilo protestní hnutí. Svou opozici se ovšem rozhodl násilně potlačovat. Kritici byli uvězněni, vražděni nebo vyhoštěni ze země.
Roku 1927 vznikla Centrála univerzitních studentů, studentské protestní hnutí proti Machadovým praktikám, které požadovalo jeho demisi. V roce 1930 nechal Machado uzavřít havanskou univerzitu.
V roce 1932 se volby nekonaly a Machado se rozhodl funkce nevzdat. Do věci se vložil americký velvyslanec Sumner Welles, který Machada donutil k srpnu 1933 rezignovat. Prozatímním prezidentem byl jmenován generál Alberto Herrera Franchi. Proti jmenování Herrery se postavila část nižších důstojníků armády. Welles proto navrhl kompromis, že Herrera podá demisi tak, aby funkci mohl převzít Carlos Manuel de Cespedes y Quesada. Proti jeho vládě pokračovaly protesty, přičemž se přidala kritika podvolení se americké intervenci. Pokračovala také vzpoura nižších důstojníků, které výměna ve funkci prezidenta neuspokojila a požadovali rozsáhlejší čistky.
Roku 1931 vznikla radikální tajná politická organizace ABC, která se rozhodla pro násilné akce vůči režimu Machada. Ta v převratu také sehrála roli.

## Průběh převratu
Během léta 1933 se sházela skupina nižších důstojníků s cílem přípravy státního převratu. V srpnu se konal pohřeb seržanta Miguela Ángela Hernándeze y Rodrígueze, který byl zabit Machadovými jednotkami. Pohřbu využil seržant Fulgencio Batista k získávání dalších podporovatelů změn. Seznámil se zde také s novinářem Sergiem Carbóem. Během srpna skupina seržantů vytvořila manifest, v němž požadovala důstojnost, respekt a výhody pro vojáky a prohlašovala povinnost vojáků vzbouřit se. Batista požádal ABC, ke které patřil, aby manifest zveřejnila. ABC, která se mezitím etablovala jako součást systému, odmítla a Batista a další skupinu opustili.
Ve dnech 3. a 4. září někteří nižší důstojníci v kasárnách Columbia přímo nastolili u vyšších důstojníků otázky nedoplatků na výplatách a povýšení. 4. září se kapitán Mario Torres Menier objevil na schůzi řadových vojáků v kasárnách Columbia. Batista mu dovolil vstoupit. Vojáci si stěžovali s rostoucím nadšením; Torres Menier se stáhl, aby se poradil s dalšími nadřízenými důstojníky. Další schůzka byla naplánována na večer. Mezitím vůdci puče shromáždili své příznivce a vypověděli poslušnost svému velení. Batista kontaktoval Carbóa a zajistil si podporu Juana Blase Hernándeze, povstalce, který dva roky oponoval Machadovi.
Seržanti převzali kontrolu nad kasárnami v Columbii a brzy navázali komunikaci se sympatizujícími důstojníky v jiných městech. Členové Centrály studentů – počínaje José Leyvou, Ramiro Valdésem Daussou, Juanem Antóniem Rubiem Padillou, Carlosem Príem Socarrásem, Rubénem de Leónem a Justem Carrillem – přišli do kasáren a spojili se s armádou. Zatímco prezident Céspedes byl mimo Havanu, aby zhodnotil škody způsobené hurikánem, rebelové donutili zbývající vládní úředníky v Havaně opustit svá místa. Poté vydali prohlášení, v němž oznámili, že mají zemi pod kontrolou, a zřídili pentarchii podle vzoru tehdejší uruguayské vlády.
Poté, co se prezident Céspedes 5. září vrátil, do jeho kanceláře dorazili členové junty a informovali ho, že od něj převezmou vládu. Céspedes, ovlivněn svým nárokem na loajalitu řadových vojáků, opustil prezidentský palác.

## Po převratu
Junta složená z důstojníků a studentů prohlásila, že se ujala moci za účelem naplnění cílů revoluce; stručně popsala program, který zahrnoval ekonomickou restrukturalizaci, potrestání provinilců, uznání veřejných dluhů, vytvoření soudů, politickou reorganizaci a jakékoli další kroky nezbytné k vybudování nové Kuby založené na spravedlnosti a demokracii.
Grau i Batista navštívili 5. září velvyslance Wellese, aby požádali o podporu USA a zjistili jejich postoj.
Pouhých pět dní po převratu Centrála studentů povýšila Ramóna Graua, jednoho z členů vládního výboru, na prezidenta.

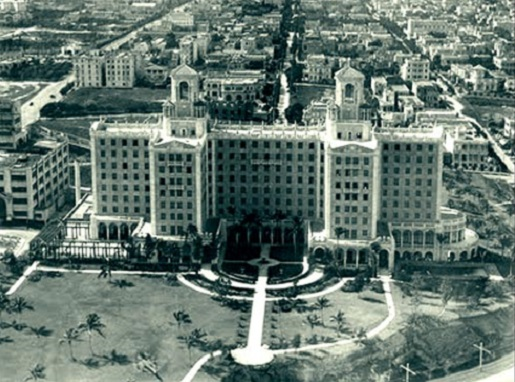
Proslulý kubánský Hotel Nacional

Převrat odvolal z velení 900 důstojníků. Z nich se 200 později vrátilo do ozbrojených sil pod vedením Batisty; 300 odešlo do důchodu, exilu nebo do vězení; a 400 se shromáždilo v Hotelu Nacional, aby čekalo na návrat k moci. Seržanti upevnili svou moc nad armádou v bitvě u Hotelu Nacional, v níž byli eliminováni vysoce postavení důstojníci. Batista, který sesadil Rodrígueze z moci, se stal předním vůdcem.
Grauova vláda byla složena z revoluční levice, zastoupené Antoniem Guiterasem, vojenské konzervativní pravice, zastoupené Fulgenciem Batistou a umírněným pronárodním středem, který reprezentoval Grau. Během jeho stodenní vlády byla přijata různá opatření, jako například zřízení ministerstva práce, zavedení minimální mzdy, osmihodinový pracovní den, vyčištění státních institucí, znárodnění práce a zajištění toho, aby polovinu pracovních míst vykonávali lidé narození na Kubě, snížení cen zboží denní potřeby, snížení sazeb za elektřinu, autonomie univerzit a intervence Kubánské elektřinové společnosti (která byla dceřinou společností americké společnosti Electric Bond & Share). Tato opatření nebyla plně provedena kvůli krátkému trvání vlády. Batista byl navíc v častém sporu s Guiterasem a jeho sociálními reformami.
Grauova stodenní vláda trvala do 15. ledna 1934, kdy byl donucen k rezignaci Batistou, který se spikl s americkým velvyslancem Jeffersonem Cafferym. Graua nahradil Carlos Mendieta a do pěti dnů USA uznaly novou kubánskou vládu.